# 坎特伯雷教區
聖公會坎特伯雷教區（英語：Diocese of Canterbury）是英格蘭教會坎特伯雷教省下面的一個教區，始於597年。轄區包括肯特郡東部。
座堂是坎特伯雷座堂，現任主教為賈斯汀·韋爾比大主教、普世聖公宗的精神領袖（教區日常事務實際上由多佛主教處理）。下分三個副主教區、三個會吏長區及會吏區若干，管理261個堂區。